# Schlacht bei Aldenhoven
1792

Porrentruy – Marquain – Quiévrain – Verdun – Thionville – Valmy – Lille – Mainz (1792) – Jemappes
1793

Aldenhoven I – Namur – Neerwinden – Mainz (1793) – Famars – Valenciennes (1793) – Arlon (1793) – Hondschoote – Meribel – Avesnes-le-Sec – Pirmasens – Toulon – Fontenay-le-Comte – Cholet – Lucon – Trouillas – Dünkirchen – Le Quesnoy – Menin I – Wattignies – Weißenburg I – Biesingen – Kaiserslautern I – Weißenburg II
1794

Boulou – Landrecis – Menin II – Mouscron – Martinique – Guadeloupe – Tourcoing – Tournai – Kaiserslautern II – San-Lorenzo de la Muga – 13. Prairial – Fleurus – Kaiserslautern III – Vosges – Aldenhoven II
1795

Cornwallis’ Rückzug – Genua – Groix – Hyeres – Handschuhsheim – Mainz (1795) – Mannheim – Loano
1796

Montenotte – Millesimo – Dego – Mondovì – Lodi – Borghetto – Castiglione – Mantua – Siegburg – Altenkirchen – Wetzlar – Kircheib – Kehl – Kalteiche – Friedberg  – Malsch – Neresheim – Sulzbach – Deining – Amberg – Würzburg – Neufundland – Rovereto – Bassano – Limburg – Biberach I – Emmendingen – Schliengen – Caldiero – Arcole – Irland
1797

Fall von Kehl – Rivoli (1797) – St. Vincent – Diersheim – Santa Cruz – Neuwied – Camperduin
Als Schlacht bei Aldenhoven werden zwei Schlachten des Ersten Koalitionskrieges bezeichnet, bei denen sich am 1. März 1793 und am 2. Oktober 1794 französische Revolutionstruppen und Truppen einer Koalition aus Österreich und Preußen bei Aldenhoven gegenüberstanden.

## Erste Schlacht bei Aldenhoven
Während des Ersten Koalitionskrieges konnte das Vordringen der französischen Revolutionstruppen zum Rhein zunächst von den kaiserlichen Truppen gestoppt werden. In der Ersten Schlacht bei Aldenhoven am 1. März 1793 siegten die Österreicher unter Feldmarschall Coburg, befreiten Aachen am nächsten Tag und konnten die französischen Truppen nach dem Sieg bei Neerwinden Ende März 1793 wieder aus dem heutigen Belgien hinausdrängen.
Nach dem erneuten Vordringen der Franzosen im Jahre 1794 war von den Österreichern – insbesondere nach ihrer Niederlage am 26. Juni bei Fleurus – das rechte Ufer der Rur von Düren bis nach Roermond als Verteidigungslinie stark befestigt worden; die Rurbrücken hatten sie zerstört. Anfang Oktober 1794 standen den 100.000 Österreichern und Preußen unter General Clairfayt 120.000 französische Soldaten unter General Jourdan gegenüber.

## Militärische Folgen
Militärisch gesehen stärkte der Sieg das Selbstvertrauen und die Moral der französischen Truppen. Er zeigte auch den anderen europäischen Mächten, dass die junge Republik nicht leicht zu besiegen war.

## Zweite Schlacht bei Aldenhoven

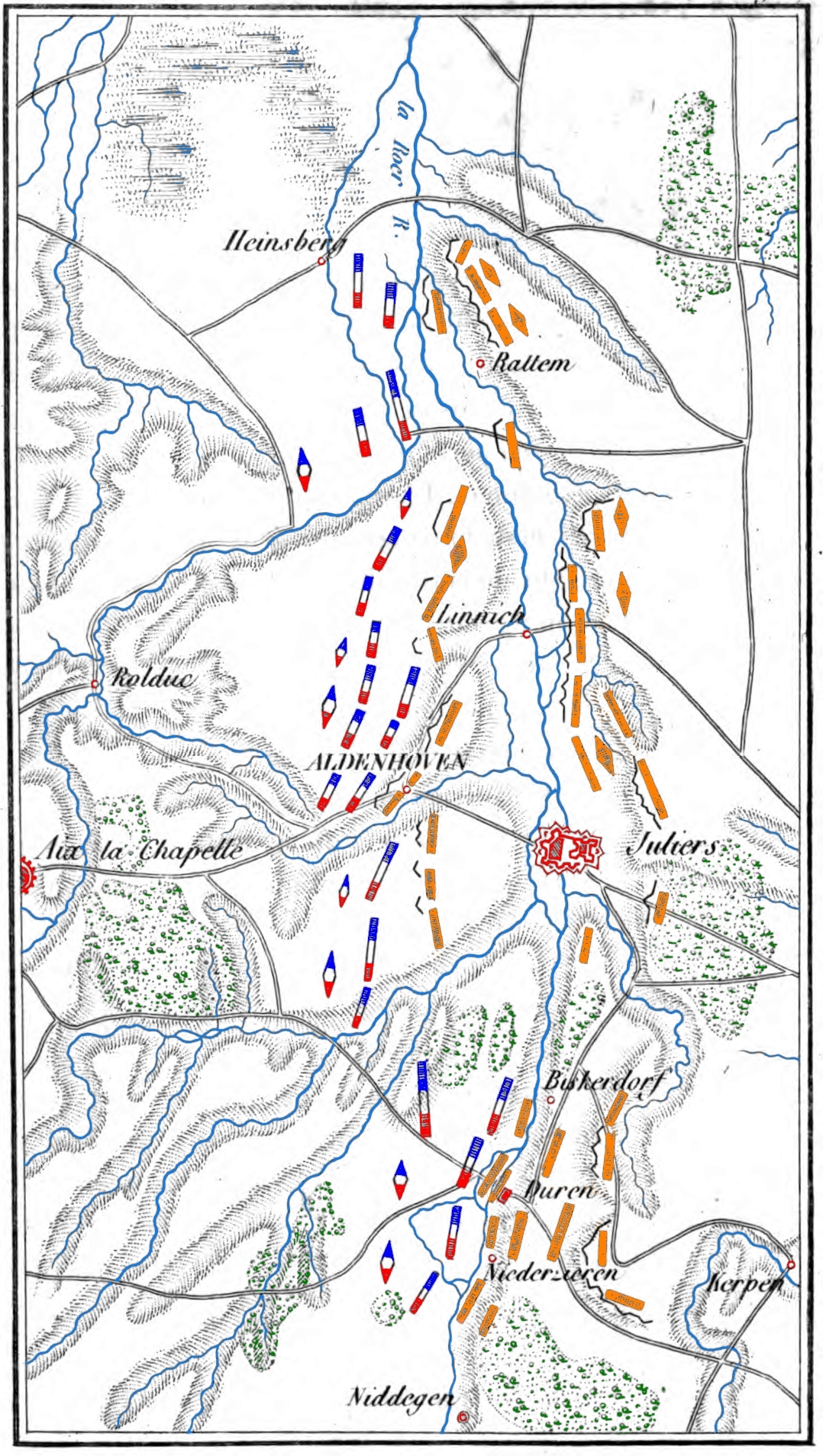
Zweite Schlacht bei Aldenhoven (Karte 1829)

Am Morgen des 2. Oktober 1794 kam es zur Zweiten Schlacht bei Aldenhoven, bekannter als Schlacht an der Rur, bei der die französischen Truppen an mehreren Stellen den Fluss überqueren konnten. Im Nordabschnitt der Frontlinie, im Raum Heinsberg-Wassenberg, stand General Kléber mit 18.000 Mann den österreichischen Truppen unter General Clairfayt gegenüber, die sich verbissen verteidigten.
Die Heerstraße von Maastricht nach Neuss überquerte die Rur bei Ratheim, daher wurde diesem Punkt eine besondere strategische Bedeutung zugemessen. Kléber hatte zwischen Ratheim-Krickelberg und Orsbeck-Luchtenberg eine Brücke errichten lassen, entsprechend war dies der am heftigsten umkämpfte Bereich.
Südöstlich davon erzwang Brigadegeneral Bernadotte – der spätere König von Schweden und Norwegen – als Anführer einer Vorhut mit seinen Truppen bei der „Schanz“ in der Nähe von Ratheim den Übergang über die Rur. Obwohl dabei viele Soldaten in dem als reißend beschriebenen Fluss ertranken, konnte Bernadotte danach die Österreicher an ihrer Flanke angreifen und zurückdrängen. Er persönlich trug (nach Klébers Schlachtenbericht) entscheidend dazu bei, dass die französische Armee den Sieg errang. Düren und Jülich fielen, Linnich wurde von den zurückweichenden Österreichern in Brand geschossen.
Nach einer Übernachtung in Wassenberg drang Bernadotte weiter vor und erreichte bereits am 5. Oktober 1794 sein Ziel: den Rhein bei Neuss. Die Fahne, die Bernadottes Truppen während der Überquerung der Rur bei Ratheim mitgeführt hatten, erhielt die Inschrift „Aldenhoven“. Dies ist auch der Name, der als Ort des Sieges der französischen Armee im Arc de Triomphe in Paris eingraviert worden ist. In französischen Quellen wird diese Schlacht auch als die von Jülich (frz. Juliers) bezeichnet.

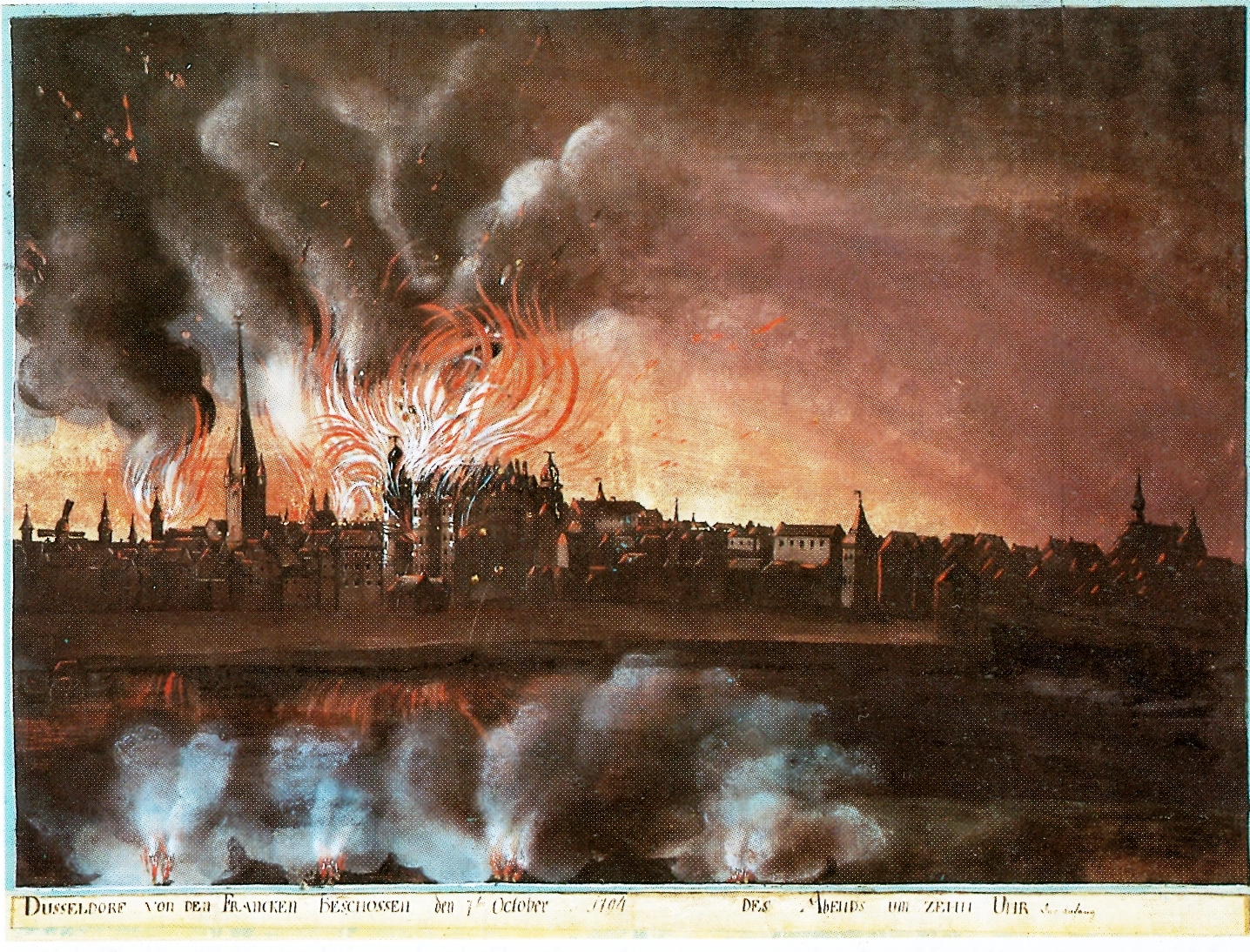
Brand der Stadt Düsseldorf und des Residenzschlosses nach der Beschießung durch französische Artillerie am 6. Oktober 1794

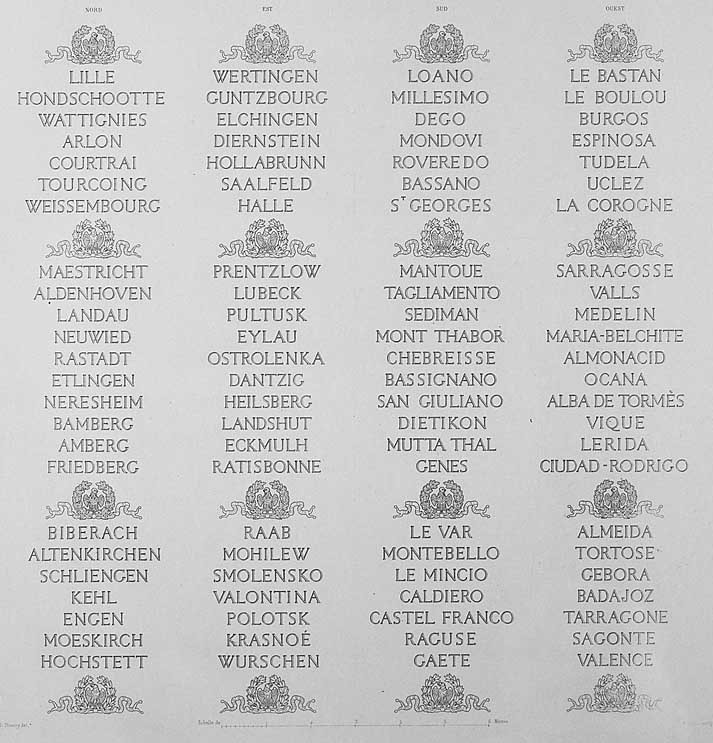
Liste der Schlachten auf dem Arc de Triomphe (2. Reihe, 1. Feld, 2. Eintrag Aldenhoven)

Am 5. Oktober 1794 um 23 Uhr beantworteten französische Kanoniere, die in Gräben des ehemaligen Forts Düsselburg vor Düsseldorf Stellung genommen hatten, eine Kanonade der kaiserlichen Garnison der Stadt mit deren Beschießung, wodurch in der folgenden Nacht ein Großbrand entstand, bei dem das Düsseldorfer Residenzschloss, Kirche und Kloster der Coelestinerinnen in der Ratinger Straße, der kurfürstliche Marstall an der Mühlenstraße sowie viele Bürgerhäuser aus- und abbrannten.